# つやま まちライブラリー@まちなかさろん再々

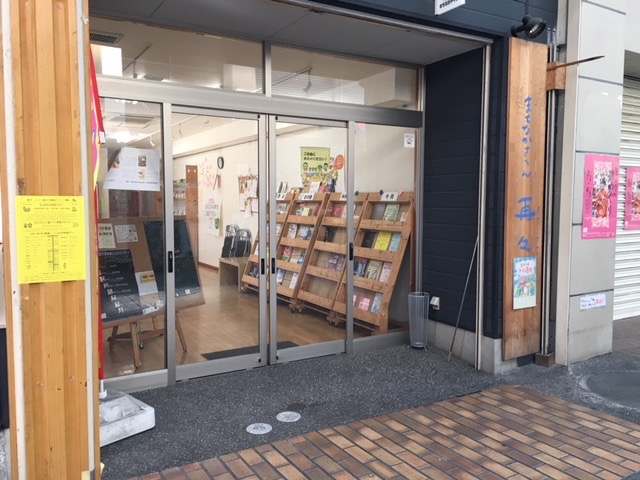
まちなかさろん再々

つやま まちライブラリー＠まちなかさろん再々(つやま まちライブラリー アット まちなかさろん さいさい)は、岡山県津山市堺町のソシオ一番街に位置するまちづくり活動拠点「まちなかさろん再々」内に設置された小規模の私設図書館（マイクロ・ライブラリー）。

## 概要
礒井純充が提唱した、本を持ち寄り情報交換や交流の場を設ける活動である「まちライブラリー」に影響を受け、2017年に津山市堺町のまちづくり活動拠点「まちなかさろん再々」内に設置された。利用者が持ち寄った本やコミック、読んだ感想を書くメッセージカードも置かれている。また、ビブリオバトルや読書会など、本を中心にしたイベントを開催し、新たな人の輪づくりを試みている。津山市山下には「つやま　まちライブラリー@Ziba Platform」がある。

## 関連書籍
- 礒井純充『まちライブラリーのつくりかた』学芸出版社、京都府、2015年1月1日。ISBN 9784761513450。